# Beatmania IIDX 5th Style
beatmania IIDX 5th Style는 리듬게임 beatmania IIDX 시리즈의 5번째 작품으로 2001년 코나미를 통해 발매되었다. 신곡으로 35곡이 들어갔으며 이 중 5곡은 은폐곡이다. 이번 작의 새로운 변경점으로 오토 스크래치 옵션이 추가되었다는 것과 배속 조정을 두단계 더 높일 수 있다는 것이 있다.